# Сергеј Пањизник
 Сергеј Сцјапанович Пањизник  (блр. Сяргей Сьцяпа́навіч Панізьнік; рођен 10. маја 1942. године) је белоруски књижевник, песник, писац за децу, фолклориста, публициста и јавна личност.

## Биографија
Рођен је 10. маја 1942. године. у селу Бабишки у Витепској области. Завршио је Магиљовску медицинску школу 1962. и радио као болничар при Књажицкој болници код Магиљова. Потом је наставио образовање, па је 1967. године дипломирао на факултету журналистике Лавовске више војно-политичке школе, са звањем ратног новинара. Исте године постаје и члан Удружења књижевника Белорусије.
Године 1969. у служби Совјетске армије бива послат у Праг, у Чехословачку. У Праг за њим долази и белоруска песникиња Јевгенија Јањишчиц и они склапају брак 1971. године. Већ следеће године песникиња се вратила у Белорусију и родила сина Андреја.

## Књижевни рад
Прву песму је објавио у месним новинама Зора комунизма 1959. године. Радио је као уредник књижевних новина: Вечерњи Минск (белор. Вячэрні Мінск) 1977-1978, уредник Државне радио-телевизије БССР 1980, уредник 1982, а потом и шеф редакције издавачке куће Младост (белор.Юнацтва) 1984, а потом и водећи уредник ове редакције 1989. За време своје богате каријере, радио је и у Националном научно-просветитељском центру имена Франциска Скарине 1992-1994, а у периоду 1996-1999 радио је на позицији научног секретара Књижевног музеја Јанка Купале.
Сергеј Пањизник је основао два етнографска музеја – у Верхнедвинском и Миорском рејону Витепске области.

## Стваралаштво
Објавио је неколико збирки поезије: Ватре Купале (белор. Кастры Купалля, 1967), Ловачка пошта (белор. Палявая пошта, 1972), Круна наде (белор. Крона надзеі, 1975)... А писар земски... (белор. А пісар земскі..., 1994) и зборник поезије из целог света, који је превео на белоруски језик Сусрет сродних светова (белор. Сустрэча роднасных сусветаў, 1997). Објавио је и неколико збирки поезије за децу и документарних исповести. Број чланака и дела ван збирки се броје у стотинама. 
Поезија Сергеја Пањизника је специфична по томе, што садржи лепшав ритам и бројне игре речи. Читалац мора добро да влада белоруским језиком, да би разумео Пањизникову поезију.
Дела Сергеја Пањизника могу се читати на белоруском, руском, француском, енглеском и српском језику.

## Пањизникова дела у Србији
У 2020. години у издању Удружења поетских стваралаца изашла је збирка Сергеја Пањизника Вишње цветају на српском језику. Збирку је са белоруског превела Дајана Лазаревић. Једну његову песму је проф. др Иван Чарота уврстио у У сусрет Духу - Антологија белоруске хришћанске поезије, Београд, 2019. године, као и неколико песама за децу у Антологију белоруске књижевности за децу, које је такође превела Д. Лазаревић.

## Награде
Поред многих књижевних награда и похвала, награђен је и орденом 4. степена Три Звезде Литванске Републике и белоруском медаљом Франциска Скарине.